# Jokanga
Jokanga (rusky Иоканга) je řeka na severu Kolského poloostrova v Murmanské oblasti v Rusku. Je 203 km dlouhá. Její povodí má rozlohu 6020 km².

## Průběh toku
Odtéká z Alozera na severních svazích vysočiny Kejvy. Protéká přes několik jezer a ústí do Jokangské zátoky Svatonoského zálivu Barentsova moře. Na horním toku teče v širokém říčním údolí, níže pak úzkou úžlabinou a vytváří peřeje. Pod Jokangským jezerem jsou vodopády. Největší přítok je řeka Suchaja zprava.

## Vodní stav
Zdroj vody je sněhový a dešťový. Průměrný roční průtok je 74,5 m³/s. Je splavná.